# 西宮名鹽車站
西宮名鹽車站（日语：／ Nishinomia Najio eki */?）是一個位於日本兵庫縣西宮市名鹽新町，屬於西日本旅客鐵道（JR西日本）福知山線的鐵路車站。車站編號為JR-G58。
本站包含於西日本旅客鐵道（JR西日本）都市網路中JR寶塚線（福知山線）。

## 概要
當初車站只有停靠普通列車，但是隨著一旁西宮名鹽新市鎮的開發，周圍人口急遽提升，因而在1996年時將此站列入福知山線快速列車之停靠車站。然後隨著公司的時刻表改正，在2014年3月15日將特急列車東方白鸛號列車上行的一部分列車(2.4.6號)停靠此站。

## 歷史
- 1986年 (昭和61年) 11月1日 - 日本國有鐵道福知山線由生瀨站到武田尾站的新設區間正式開通。
- 1987年（昭和62年）4月1日 - 因日本政府行政改革，實行國鐵分割民營化政策，而成為西日本旅客鐵道（JR西日本）的一站。
- 1988年（昭和63年）3月13日 - 因應路線名稱制定，此站成為「JR寶塚線」的一部分。
- 1996年 (平成8年) 3月16日 - 成為快速列車的停靠車站。
- 2003年（平成15年）11月1日 - 增設可利用IC卡片「ICOCA」的機器。
- 2011年（平成23年）3月8日 - 引入都市網絡運行管理系統（日语：JR宝塚・JR東西・学研都市線システム）。同時加入發車音樂系統。
- 2018年（平成30年）3月17日 - 編設車站編號，並開始使用。

## 車站構造
2面2線對向式月台的跨站式站房。

### 月台配置
| 月台 | 路線     | 方向 | 目的地                 |
| ---- | -------- | ---- | ---------------------- |
| 1    | JR寶塚線 | 下行 | 三田、篠山口方向       |
| 2    | JR寶塚線 | 上行 | 寶塚、大阪、北新地方向 |

## 使用情況
根據「兵庫縣統計書」與「西宮市統計書」，2018年（平成30年）度1日平均上車人次為8,923人。
近年的1日平均上車人次如下表。
| 年度   | 1日平均 上車人次 |
| ------ | ---------------- |
| 1995年 | 7,275            |
| 1996年 | 7,801            |
| 1997年 | 8,396            |
| 1998年 | 8,737            |
| 1999年 | 9,004            |
| 2000年 | 9,252            |
| 2001年 | 9,202            |
| 2002年 | 9,031            |
| 2003年 | 9,208            |
| 2004年 | 9,372            |
| 2005年 | 9,375            |
| 2006年 | 9,723            |
| 2007年 | 9,896            |
| 2008年 | 9,893            |
| 2009年 | 9,692            |
| 2010年 | 9,672            |
| 2011年 | 9,568            |
| 2012年 | 9,471            |
| 2013年 | 9,572            |
| 2014年 | 9,225            |
| 2015年 | 9,222            |
| 2016年 | 9,188            |
| 2017年 | 9,126            |
| 2018年 | 8,923            |

## 相鄰車站
西日本旅客鐵道
 JR寶塚線（福知山線）
- 特急「東方白鸛」一部分停靠站

■丹波路快速、■快速
寶塚（JR-G56）－西宮名鹽（JR-G58）－三田（JR-G61）
■普通
生瀨（JR-G57）－西宮名鹽（JR-G58）－武田尾（JR-G59）

## 外部連結
- 西宮名鹽｜車站資訊：JR出門網 - 西日本旅客鐵道